# Woodstown House

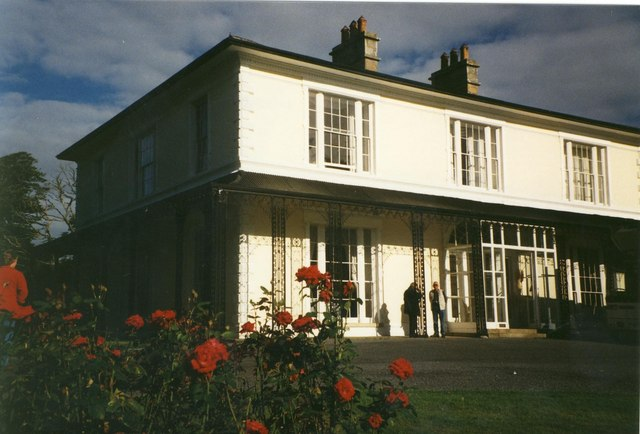
Woodstown House

Woodstown House (irisch Teach Bhaile na Coille) ist ein Landhaus im Townland Woodstown Lower (Baile na Coille Íochtarach) im Osten des irischen County Waterford.

## Geschichte
Das heutige Haus wurde 1823 im Regencystil errichtet, beinhaltet aber vermutlich Mauerteile eines früheren Hauses aus den 1720er-Jahren. Robert Shapland Carew ließ es nach Plänen, die George Richard Pain (1793–1838) zugeschrieben werden, erbauen.
1834 wurde Robert Carew zum Baron Carew erhoben und Woodstown House wurde sein Familiensitz.
Zur Zeit der Vermessung der Irish Tourist Association 1945 gehörte das Haus der Familie Hearne, war aber unbewohnt. Später wurde es an Besucher vermietet, z. B. 1967 an Jacqueline Kennedy, die Witwe des US-Präsidenten John F. Kennedy, und ihre Kinder.

## Beschreibung
Es handelt sich um ein freistehendes, zweistöckiges Haus mit 3 Jochen mit zweistöckigen Seitenfassaden, die ebenfalls 3 Joche besitzen. Der Flügel für die Dienerschaft ist hinten (im Nordwesten) angebaut, hat sieben Joche, ist ebenfalls zweistöckig und hat einen U-förmigen Grundriss.